# أولا إساكسون
أولا إساكسون (بالسويدية: Ulla Isaksson)‏ (22 يونيو 1916 - 24 أبريل 2000) مؤلفة وكاتبة سيناريو سويدية، ولدت وتوفيت في ستوكهولم، بالإضافة إلى قصصها القصيرة ورواياتها، كتبت إساكسون أيضًا نصوصًا للأفلام والمسرحيات.

## حياتها
ولدت إساكسون في ستوكهولم عام 1916، وهي ابنة كنوت لوندبيرغ وجريتا براش، التي كانت عضوًا في كنيسة إيمانويلكركان، ما أعطى لتربية إساكسون شخصية دينية قوية، وهو ما ميز رواياتها في وقت مبكر. تخرجت إساكسون من المدرسة الثانوية عام 1937؛ ثم بدأت دراسة الفلسفة، ثم تزوجت من ديفيد إساكسون في العام التالي، حصلت بعدها على درجة الدكتوراه الفخرية في الفلسفة عام 1978.

## سيرتها المهنية
في عام 1940 ظهرت لإساكسون لأول مرة رواية Trädet وفي عام 1952 حصلت على انطلاقة علنية لها مع رواية Kvinnohuset، والتي تم تحويلها إلى فيلم من إخراج إريك فاوستمان. قام إنغمار بيرغمان في 1958 باقتباس روايتها Det vänliga värdiga، وبعد ذلك قام بتعيين إساكسون لكتابة سيناريو فيلم الربيع البكر‏ (1960). روايتها Klänningen أيضاً تم اقتباسها من قبل فيلغوت سيومان عام 1964، وروايتها كتاب عن E التي تم اقتباس فيلم أغنية لمارتن منها عام 2001.

## روابط خارجية
- أولا إساكسون على موقع IMDb (الإنجليزية)
- أولا إساكسون على موقع ألو سيني (الفرنسية)
- أولا إساكسون على موقع أول موفي (الإنجليزية)
- أولا إساكسون على موقع قاعدة بيانات الأفلام السويدية (السويدية)
- أولا إساكسون على موقع قاعدة بيانات الفيلم (الإنجليزية)
- أولا إساكسون على موقع كينوبويسك (الروسية)